# Jannik Sinner
Jannik Sinner   (Innichen, 16 d'agost de 2001) és un tennista italià, actual número 1 del rànquing ATP. En el seu palmarès hi ha 17 títols individuals i un de dobles del circuit ATP, que li van permetre arribar al Top 10 en el rànquing individual i en el lloc 124è del rànquing de dobles. També va formar part de l'equip italià de la Copa Davis. El 28 de gener de 2024 va guanyar el seu primer Grand Slam, l'Open d'Austràlia 2024, i el 9 de setembre del mateix any el segon, l'US Open 2024.

## Biografia
Fill de Singlinde i Johann Sinner, va néixer a Innichen, regió italiana del Tirol del Sud on es parla majoritàriament l'alemany, però va créixer a la ciutat italiana de Sexten, on treballaven els seus pares. Té un germà anomenat Mark.
Durant la seva infància va practicar diversos esports com el tennis o el futbol, però especialment l'esquí, on va destacar durant l'etapa infantil fins al punt de guanyar el campionat nacional d'eslàlom gegant. No va ser fins al tretze anys que va decidir centrar-se en el tennis i va abandonar els altres esports, ja que preferia un esport individual i en el que pogués enfrontar-se a un oponent directe. Llavors es va traslladar a Bordighera per entrenar-se a les ordres de Riccardo Piatti i Massimo Sartori.
No destacà en categoria júnior i ni tan sols va disputar cap torneig de Grand Slam en aquesta categoria. Tot i això, ràpidament va passar a jugar com a professional.

## Torneigs de Grand Slam

### Individual: 5 (4−1)
| Resultat  | Núm. | Any  | Torneig              | Oponent          | Marcador                            |
| --------- | ---- | ---- | -------------------- | ---------------- | ----------------------------------- |
| Guanyador | 1.   | 2024 | Open d'Austràlia     | Daniïl Medvédev  | 3−6, 3−6, 6−4, 6−4, 6−3             |
| Guanyador | 2.   | 2024 | US Open              | Taylor Fritz     | 6−3, 6−4, 7−5                       |
| Guanyador | 3.   | 2025 | Open d'Austràlia (2) | Alexander Zverev | 6−3, 7−6(4), 6−3                    |
| Finalista | 1.   | 2025 | Roland Garros        | Carlos Alcaraz   | 6−4, 7−6(4), 4−6, 6−7(3), 6−7(10−2) |
| Guanyador | 4.   | 2025 | Wimbledon            | Carlos Alcaraz   | 4−6, 6−4, 6−4, 6−4                  |

## Palmarès

### Individual: 26 (19−7)
| Llegenda                          |
| --------------------------------- |
| Grand Slams (4−1)                 |
| ATP Finals (0−1)                  |
| ATP World Tour Masters 1000 (4−3) |
| ATP World Tour 500 (5−2)          |
| ATP World Tour 250 (6−0)          |

| Títols per superfície |
| --------------------- |
| Dura (16−5)           |
| Gespa (2−0)           |
| Terra batuda (1−2)    |

| Resultat  | Núm. | Data                   | Torneig                                  | Superfície   | Oponent            | Marcador                            |
| --------- | ---- | ---------------------- | ---------------------------------------- | ------------ | ------------------ | ----------------------------------- |
| Guanyador | −    | 9 de novembre de 2019  | Next Generation ATP Finals, Milà, Itàlia | Dura (i)     | Alex de Minaur     | 4−2, 4−1, 4−2                       |
| Guanyador | 1.   | 14 de novembre de 2020 | Sofia, Bulgària                          | Dura (i)     | Vasek Pospisil     | 6−4, 3−6, 7−6(3)                    |
| Guanyador | 2.   | 7 de febrer de 2021    | Melbourne, Austràlia                     | Dura         | Stefano Travaglia  | 7−6(4), 6−4                         |
| Finalista | 1.   | 4 d'abril de 2021      | Miami, Estats Units                      | Dura         | Hubert Hurkacz     | 6−7(4), 4−6                         |
| Guanyador | 3.   | 8 d'agost de 2021      | Washington DC, Estats Units              | Dura         | Mackenzie McDonald | 7−5, 4−6, 7−5                       |
| Guanyador | 4.   | 3 d'octubre de 2021    | Sofia (2)                                | Dura (i)     | Gaël Monfils       | 6−3, 6−4                            |
| Guanyador | 5.   | 24 d'octubre de 2021   | Anvers, Bèlgica                          | Dura (i)     | Diego Schwartzman  | 6−2, 6−2                            |
| Guanyador | 6.   | 31 de juliol de 2022   | Umag, Croàcia                            | Terra batuda | Carlos Alcaraz     | 6−7(5), 6−1, 6−1                    |
| Guanyador | 7.   | 12 de febrer de 2023   | Montpeller, França                       | Dura (i)     | Maxime Cressy      | 7−6(3), 6−3                         |
| Finalista | 2.   | 19 de febrer de 2023   | Rotterdam, Països Baixos                 | Dura (i)     | Daniïl Medvédev    | 7−5, 2−6, 2−6                       |
| Finalista | 3.   | 2 d'abril de 2023      | Miami (2)                                | Dura         | Daniïl Medvédev    | 5−7, 3−6                            |
| Guanyador | 8.   | 13 d'agost de 2023     | Toronto, Canadà                          | Dura         | Alex de Minaur     | 6−4, 6−1                            |
| Guanyador | 9.   | 8 d'octubre de 2023    | Pequín, Xina                             | Dura         | Daniïl Medvédev    | 6−3, 6−7(5), 6−3                    |
| Guanyador | 10.  | 29 d'octubre de 2023   | Viena, Àustria                           | Dura (i)     | Daniïl Medvédev    | 7−6(7), 4−6, 6−3                    |
| Finalista | 4.   | 19 de novembre de 2023 | ATP Finals, Torí, Itàlia                 | Dura (i)     | Novak Đoković      | 3−6, 3−6                            |
| Guanyador | 11.  | 28 de gener de 2024    | Open d'Austràlia, Austràlia              | Dura         | Daniïl Medvédev    | 3−6, 3−6, 6−4, 6−4, 6−3             |
| Guanyador | 12.  | 18 de febrer de 2024   | Rotterdam (2)                            | Dura (i)     | Alex de Minaur     | 7−5, 6−4                            |
| Guanyador | 13.  | 31 de març de 2024     | Miami                                    | Dura         | Grigor Dimitrov    | 6−3, 6−1                            |
| Guanyador | 14.  | 23 de juny de 2024     | Halle, Alemanya                          | Gespa        | Hubert Hurkacz     | 7−6(8), 7−6(2)                      |
| Guanyador | 15.  | 19 d'agost de 2024     | Cincinnati, Estats Units                 | Dura         | Frances Tiafoe     | 7−6(4), 6−2                         |
| Guanyador | 16.  | 8 de setembre de 2024  | US Open, Estats Units                    | Dura         | Taylor Fritz       | 6−3, 6−4, 7−5                       |
| Finalista | 5.   | 2 d'octubre de 2024    | Pequín                                   | Dura         | Carlos Alcaraz     | 7−6(6), 4−6, 6−7(3)                 |
| Guanyador | 17.  | 13 d'octubre de 2024   | Xangai, Xina                             | Dura         | Novak Đoković      | 7−6(4), 6−3                         |
| Guanyador | 18.  | 26 de gener de 2025    | Open d'Austràlia (2)                     | Dura         | Alexander Zverev   | 6−3, 7−6(4), 6−3                    |
| Finalista | 6.   | 18 de maig de 2025     | Roma, Itàlia                             | Terra batuda | Carlos Alcaraz     | 6−7(5), 2−6                         |
| Finalista | 7.   | 8 de juny de 2025      | Roland Garros, França                    | Terra batuda | Carlos Alcaraz     | 6−4, 7−6(4), 4−6, 6−7(3), 6−7(2−10) |
| Guanyador | 19.  | 13 de juliol de 2025   | Wimbledon, Regne Unit                    | Gespa        | Carlos Alcaraz     | 4−6, 6−4, 6−4, 6−4                  |

#### Períodes com a número 1
| Núm. | Predecessor   | Dates                | Successor | Setmanes | Acumulat |
| ---- | ------------- | -------------------- | --------- | -------- | -------- |
| 1.   | Novak Đoković | 10/06/2024 − present |           | 52       | 52       |

### Dobles masculins: 1 (1−0)
| Llegenda                          |
| --------------------------------- |
| Grand Slams (0−0)                 |
| ATP Finals (0−0)                  |
| ATP World Tour Masters 1000 (0−0) |
| ATP World Tour 500 (0−0)          |
| ATP World Tour 250 (1−0)          |

| Títols per superfície |
| --------------------- |
| Dura (1−0)            |
| Gespa (0−0)           |
| Terra batuda (0−0)    |

| Resultat  | Núm. | Data              | Torneig               | Superfície | Parella       | Oponents                      | Marcador            |
| --------- | ---- | ----------------- | --------------------- | ---------- | ------------- | ----------------------------- | ------------------- |
| Guanyador | 1.   | 1 d'agost de 2021 | Atlanta, Estats Units | Dura       | Reilly Opelka | Steve Johnson Jordan Thompson | 6−4, 6−7(6), [10−3] |

### Equips: 1 (1−0)
| Resultat  | Núm. | Data                   | Torneig                     | Superfície | Equip                                                        | Oponents                                                                | Marcador |
| --------- | ---- | ---------------------- | --------------------------- | ---------- | ------------------------------------------------------------ | ----------------------------------------------------------------------- | -------- |
| Guanyador | 1.   | 26 de novembre de 2023 | Copa Davis, Màlaga, Espanya | Dura (i)   | Matteo Arnaldi Simone Bolelli Lorenzo Musetti Lorenzo Sonego | Matthew Ebden Alex de Minaur Alexei Popyrin Max Purcell Jordan Thompson | 2−0      |

## Trajectòria

### Individual
| Open d'Austràlia | A     | 2R    | 1R    | QF    | 4R    | G  | G | 2 / 6    | 22 – 4   |
| Roland Garros | A     | QF    | 4R    | 4R    | 2R    | SF | F | 0 / 6    | 22 – 6   |
| Wimbledon | Q1    | NC    | 1R    | QF    | SF    | QF |   | 0 / 5    | 13 – 4   |
| US Open | 1R    | 1R    | 4R    | QF    | 4R    | G  |   | 1 / 6    | 17 – 5   |
| ATP Finals | A     | A     | RR    | A     | F     |    |   | 0 / 2    | 5 – 2    |
| Total Victòries–Derrotes                                                                                                   | 11−10 | 19–11 | 49−22 | 47−16 | 64−15 |    |   | 190 – 74 | 190 – 74 |
| Rànquing a final d'any | 78    | 37    | 10    | 15    | 4     | 1  |   |          |          |
| Llegenda: G: Guanyador; F: Finalista; SF: Semifinalista; QF: Quarts de final; Q: Qualificació; A: Absent; RR: Round Robin; |       |       |       |       |       |    |   |          |          |

## Guardons
- ATP Newcomer of the Year (2019)[7]
- ATP Most Improved Player of the Year (2023)
- ATP Fans' Favourite Player (2023)